# Baby in Vain
Baby in Vain er et band fra Danmark som består af Lola Hammerich, Benedicte Pierleoni og Andrea Thuesen. Bandet blev dannet i 2010 og musikken kan beskrives som grunge, blues og indie-inspireret guitarbaseret noise rock.
Baby in Vain har turneret meget i Europa. De spillede på Roskilde Festival i 2013 og i 2018.
I 2017 udgav de debut-albummet More Nothing.
Gruppen var opvarmning ved D-A-D's 40-års jubilæumskoncert i Royal Arena 1. november 2024. Hammerich er datter af gruppens guitarist, Jacob Binzer.

## Albums
- 2017 More Nothing (Partisan Records)
- 2020 See Through (Escho)
- 2024 Afterlife (Escho)

## Singler
- 2012 "Sweetheart Dreams"
- 2012 "Machine Gun Girl"/"The Catcher"
- 2013 "Seize The End"/"Alien Arms"
- 2013 "Taught By Hand"/"Cowboys"
- 2013 "Corny #1"/"The Thrill"
- 2016 "For The Kids E.P."